# 肯菲尤任島
60°44′S 45°38′W / 60.733°S 45.633°W
肯菲尤任島（英語：Confusion Island）是南極洲的島嶼，位於西格尼島南部對開海域，處於克勞斯灣入口處的西部，屬於南奧克尼群島的一部分，長0.4公里，現時由南極條約體系管理。